# Красная дама из Пэйвиленда

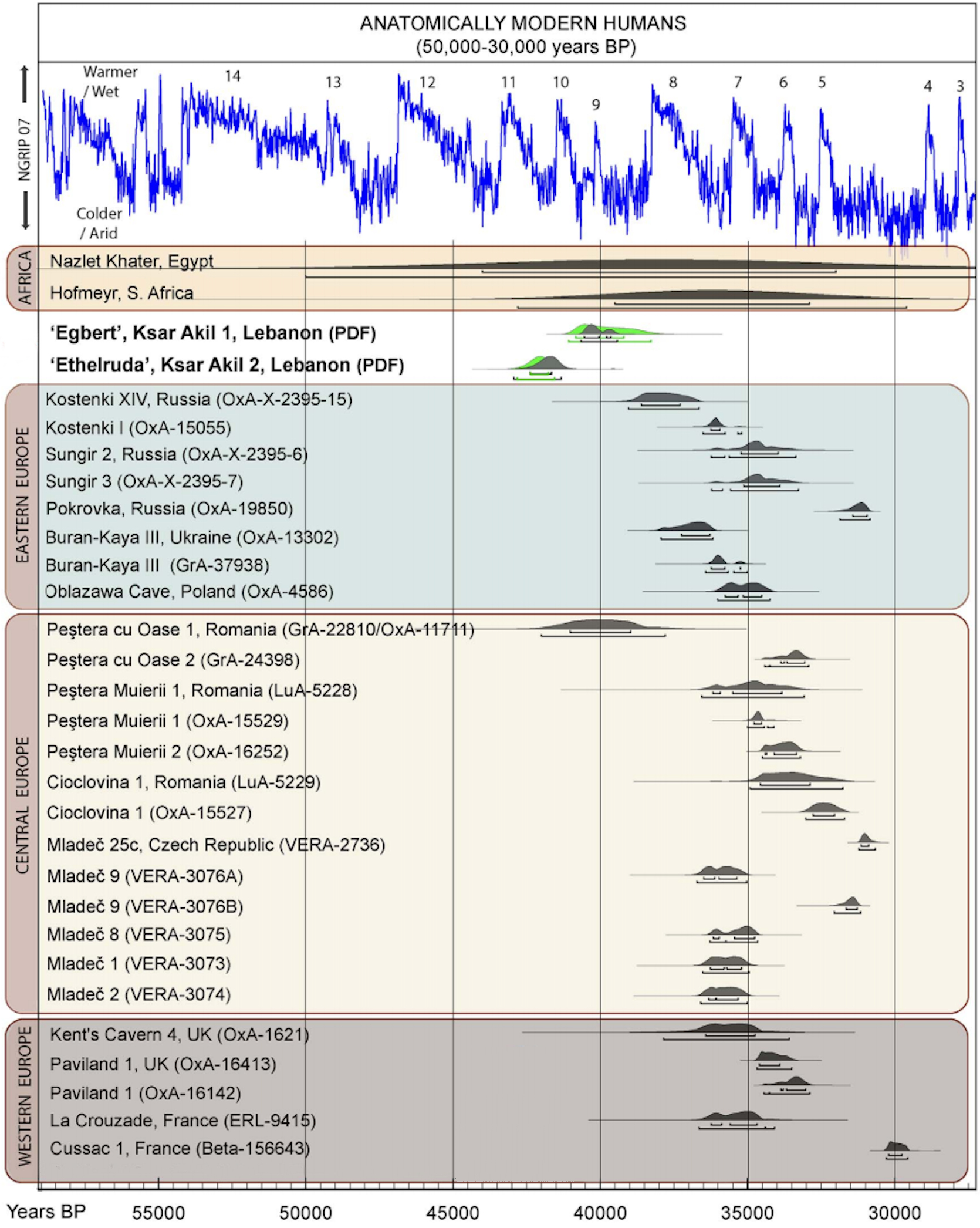
Анатомически современные люди в Европе и Африке, датированными напрямую, с калиброванными углеродными датами по состоянию на 2013 год

Кра́сная да́ма из Пэ́йвиленда (англ. Red Lady of Paviland) — сохранившийся почти полностью мужской скелет эпохи верхнего палеолита (ориньякская культура), окрашенный красной охрой.
Его обнаружил в 1823 году священник Уильям Баклэнд в одной из Пэйвилендских известняковых пещер на полуострове Гауэр на юге Уэльса. Датируется 27 000 годом до н. э. (29 тысяч лет назад, некалиброванная датировка).
Когда Баклэнд обнаружил скелет, он сделал неверное заключение по поводу как пола, так и времени погребения. Будучи креационистом, Баклэнд полагал, что человеческие останки не могут быть старше, чем Всемирный потоп, по этой причине он сильно снизил возраст находки, отнеся её ко временам Римской империи. Баклэнд также ошибочно принял скелет за женский, поскольку он был найден вместе с различными декоративными предметами, в том числе ожерельем из раковин и костяными украшениями. Эти украшения, а также красный цвет, в который был окрашен скелет, заставили Баклэнда предположить, что останки принадлежали римской проститутке или ведьме.
Позднее «дама» была определена как мужчина возрастом не более 21 года. Это наиболее древние останки людей анатомически современного типа на территории Великобритании, а также наиболее древнее церемониальное погребение в Западной Европе. Вместе со скелетом был найден череп мамонта, позднее утраченный. Возможно, погребённый был племенным вождём.
Исследования XX века показали, что мужчина жил около 26 тысяч лет назад (26350 ± 550 BP, OxA-1815) в конце верхнего палеолита. Более позднее исследование Томаса Хайема из Оксфордского университета и д-ра Роджера Джейкоби (Roger Jacobi) из Британского музея позволяет предположить, что скелет может быть на 4 тысячи лет старше.
Хотя находка была сделана на побережье, во время захоронения пещера, по-видимому, была удалена от моря примерно на 120 км, на возвышенности над ныне затопленной морем равниной. В свете ныне устаревшей гипотезы о том, что возраст останков составлял 26 тысяч лет, ранее предполагалось, что Красная дама жила (жил) во времена последнего оледенения (Девенсийского оледенения), когда ледяная шапка вплотную приближалась к местам захоронения, и что климат напоминал современный сибирский, а растительность была тундрового типа. Однако, согласно новой датировке, погребённый жил в более тёплый период. Анализ костного белка показывает, что питание погребённого на 15 %—20 % состояло из рыбы, то есть племя погребённого вело полукочевой образ жизни, поскольку морское побережье было в то время удалено от места погребения. Прочая пища, по-видимому, включала мясо мамонта, шерстистого носорога и северного оленя.
Когда скелет был обнаружен, в Уэльсе не было собственного подходящего музея для его хранения; по этой причине скелет был направлен на хранение в Оксфордский университет, где Баклэнд был профессором. В декабре 2007 года скелет был передан сроком на год в Национальный музей Кардиффа. В ходе последующих раскопок в местах обнаружения скелета были обнаружены многочисленные — более 4 тысяч — кремнёвые орудия, зубы и кости, иглы и браслеты, которые в настоящее время находятся в музее музей Суонси и Национальном музее Кардиффа.